# پرتو گاما

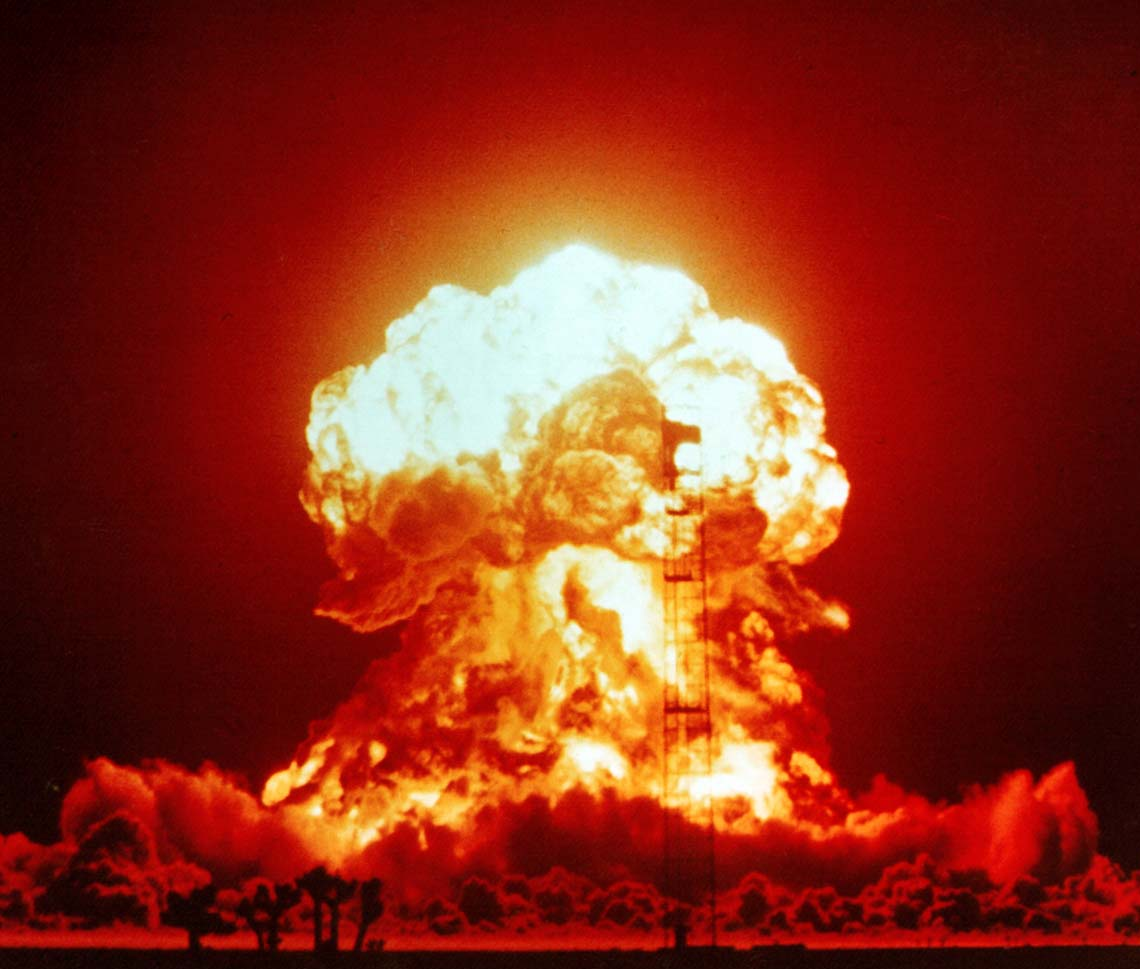
پرتو گاما در فرایندهای پر انرژی مانند واپاشی هسته‌ای که در بمب‌های اتمی اتفاق می‌افتد، تولید می‌شود.

گاما پرتویی الکترومغناطیسی با بسامد بالا و در نتیجه انرژی بالاست. اشعهٔ گاما پرتوی یونیزان غیر مستقیم و در نتیجه برای سلامتی مضر است. پرتو گاما به‌طور معمول در نتیجهٔ فروپاشی حالت‌های انرژی بالای هسته‌های اتم تولید می‌شود، اما روش‌های دیگری نیز برای تولید آن وجود دارد. پل ویلارد دانشمند فرانسوی در سال ۱۹۰۰ در حین مطالعهٔ رادیوم موفق به کشف اشعهٔ گاما شد.
از پرتو گاما در درمان سرطان، رادیوتراپی، استریل کردن تجهیزات پزشکی، نابود کردن باکتری‌ها و بسیاری کاربرد دیگر  استفاده می‌کنند. پرتو گاما و پرتو ایکس از خطرناک‌ترین پرتوها هستند. همچنین از پرتو گاما در تشخیص ترکیدگی لوله و بررسی چاه‌های نفت استفاده می‌شود. کاربرد پرتو ایکس از گاما بیشتر است.

## یونیزاسیون
پرتو گاما هنگام عبور از مواد با اتم‌های آن برخورد می‌کند و گاه بر اثر این برخوردها ممکن است الکترون‌ها از اتم‌های این مواد جدا شوند و یون تولید کنند. این فرایند را یونیزاسیون (یونش) گویند. برهمکنش‌های گاما با ماده بر اساس سه ساز و کار فوتوالکتریک، پراکندگی کامپتون و تولید زوج می‌باشد.

## جذب پرتو گاما در ماده
زمانی که یک پرتو گاما از ماده عبور می‌کند، احتمال جذب آن متناسب با ضخامت لایه، چگالی ماده و مقطع جذب ماده است. جذب کل نشان‌دهنده کاهش نمایی شدت است که با فاصله از سطح ورودی کاهش می‌یابد:
{\displaystyle I(x)=I_{0}\cdot e^{-\mu x}}
که در آن x ضخامت ماده از سطح ورودی است، μ=nσ ضریب جذب است که بر حسب {\displaystyle cm^{-1}} اندازه‌گیری می‌شود، n تعداد اتم‌ها به ازای هر {\displaystyle cm^{3}} ماده (چگالی اتمی) و σ مقطع جذب بر حسب {\displaystyle cm^{2}} است.
يکای μ بستگی به يکاي x دارد اگر x برحسب cm بیان شود، آنگاه μ برحسب {\displaystyle cm^{-1}} بیان می شود که به آن ضریب جذب خطی می گویند. در اغلب اوقات x برحسب gr/{\displaystyle cm^{2}}  بیان می شود که در این صورت μ برحسب  {\displaystyle cm^{2}}/gm تعریف می شود که به آن ضریب جذب جرمی می گویند. اين ضريب جذب تابع انرژی پرتو و جنس ماده است و اندازه‌گيری آن در تشخيص ماده مناسب برای ساختن حفاظ در برابر پرتو کاربرد دارد.

## گاما و سلامت
باید تا جای ممکن از پرتو گاما دوری کرد، زیرا ممکن است منجر به بیماری شود. درصورت اجبار باید از لباس مخصوص استفاده کرد.
پرتوی گاما از دیوار و سنگ نیز عبور می‌کند. هر ۹ میلی‌متر سرب یا هر ۲۵ متر هوا شدت تابش آن را نصف می‌کند. این پرتو نیز با توجه به فرکانس بسیار بالا، انرژی زیادی دارد که اگر به بدن انسان برخورد کند از ساختار سلولی آن عبور کرده و در مسیر حرکت خود باعث تخریب DNA شده و سرانجام زمینه را برای پیدایش انواع سرطان‌ها، سندرم‌ها و نقایص غیرقابل درمان دیگر فراهم می‌کند و حتی این نقایص به نسل‌های آینده نیز منتقل خواهد شد. برای جلوگیری از نفوذ تابش گاما به حدود ۱۰ سانتی‌متر دیوارهٔ سربی نیاز است.
قدرت نفوذ و تخریب این پرتو بسیار زیاد است. یک لایه ۱۵سانتیمتری بتن یا یک لایه ۲۰ سانتیمتری خاک فقط نیمی از شدت این اشعه را می‌گیرد و نیمی دیگر اثرات زیانبار خود را بر جای می‌گذارد.

## گاما در پزشکی و صنعت
با اینکه پرتو گاما به میزان زیاد ممکن است برای بدن خطرناک باشد، ولی فایده‌هایی نیز دارد. از این پرتو می‌توان برای درمان برخی بیماریهای سرطانی و ناراحتی‌های پوستی استفاده کرد. همچنین در فیزیوتراپی نیز از پرتو گاما استفاده می‌شود. درمان به وسیلهٔ پرتو گاما را رادیوتراپی می‌نامند. در صنعت نیز از پرتو گاما که از رادیم و کبالت رادیواکتیو با قدرت زیاد تابش می‌شوند، برای پیدا کردن حفره‌های ریز و شکستگی‌های قطعات فلزی استفاده می‌کنند.
از مهم‌ترین کاربردهای دیگر پرتو گاما در پزشکی می‌توان به استریلیزاسیون تجهیزات پزشکی مانند سرنگ که قابل استریل شدن در دمای بالا نیستند اشاره کرد.